# QuantiSpeed
Die QuantiSpeed-Architektur ist eine von AMD benutzte Bezeichnung für die Mikroarchitektur ihrer Prozessoren auf K7-Basis. Ursprünglich war die Architektur unter dem Namen "K7-Architektur" bekannt, diese wurde aber mit Einführung des Athlon XP überarbeitet, so dass AMD – auch aus Marketing-Gründen – eine neue Bezeichnung einführte.

## Technik
Wie inzwischen auch die Intel-Core-Mikroarchitektur setzt AMD mit Quantispeed auf eine effizientere Architektur, mit der sich allerdings nur moderate Taktraten erzielen lassen.
Die Architektur verfügt über folgende Merkmale:
- Eine neunstufige, superpipelined und superskalare x86-Mikroarchitektur, die für eine erhöhte IPC optimiert wurde.
- Eine "fully-pipelined" (komplett pipelinegestützte) FPU, die auch alle MMX-, SSE- und 3DNow-Befehle ausführt.
- Eine Daten-"prefetch"-Einheit (hardwareseitiger Vorabdatenzugriff), die die Ausführung von Anwendungen optimiert und beschleunigt.
- Ein zweistufiger Translation Lookaside Buffer (TLB).

## CPUs mit QuantiSpeed-Architektur
- AMD Geode NX
- AMD Athlon XP
- AMD Athlon XP-M
- AMD Athlon MP
- AMD Duron (ab Morgan)
- AMD Mobile Duron (ab Morgan)
- AMD Sempron (K7)

Duron und Mobile Duron besitzen allerdings kein QuantiSpeed-Rating.

## QuantiSpeed-Rating
Zusammen mit dem neuen Namen für die Mikroarchitektur führte AMD auch ein Rating-System für seine QuantiSpeed-Prozessoren ein. Hintergrund dieser Maßnahme ist die Tatsache, dass Intel die NetBurst-Architektur des Pentium 4 (und seiner Ableger Celeron, Mobile Pentium 4 sowie Xeon) auf eine möglichst hohe Taktrate optimiert hatte, allerdings auf Kosten der Rechenleistung pro Takt. AMD-Prozessoren setzen dagegen auf einen niedrigen Takt, führen dabei aber mehr Instruktionen aus. Effektiv sind einander entsprechende Prozessoren also bei vielen Aufgaben gleich schnell. Die höhere Taktfrequenz der Pentium 4 bedeutete im Marketing allerdings einen Vorteil für Intel-Prozessoren, da dem technisch nicht versierten Kunden damit oft eine höhere Leistung vorgegaukelt wurde. AMD reagierte mit dem QuantiSpeed-Rating für Athlon XP und Sempron, welches für die direkte Vergleichbarkeit mit den Pentium 4-Prozessoren sorgt. Das "+" in der Bezeichnung soll den Spieß sogar noch umdrehen und deutlich machen, dass der Prozessor eigentlich noch schneller ist als das zugehörige Rating, also auch schneller als das jeweilige Konkurrenzprodukt.

### Geschichte
AMD sowie Cyrix und Centaur benutzten bereits in den 1990er Jahren ein P-Rating genanntes System, um die Leistungsfähigkeit ihrer CPUs in Relation zu den jeweiligen Intel-CPUs zu setzen. Allerdings waren die damaligen CPUs den Intel Pendants meistens in der Integer-Leistung weit überlegen, während die FPU-Leistung drastisch schlechter war. Je nach Anwendung war das P-Rating dann entweder zu hoch oder zu niedrig angesetzt, was dem ganzen System einen negativen Aspekt einbrachte. Da die FPU-Leistung immer wichtiger wurde, verschärfte sich die Schieflage der P-Ratings immer weiter. AMD schaffte es deswegen mit dem AMD K6 wieder ab, obwohl auch diese CPUs in der Integer-Leistung Vorteile gegenüber den jeweiligen Intel CPUs hatten.

### Festlegung der Nummern beim Athlon XP
Das QuantiSpeed-Rating ist laut AMD nicht auf Produkte von Intel bezogen, sondern soll die Leistung im Vergleich zu einem Athlon Thunderbird beschreiben. Ein Athlon XP-3200+ hätte also die gleiche Leistungsfähigkeit wie ein Athlon Thunderbird mit 3200 MHz.
In der Realität wird allerdings das QuantiSpeed-Rating in Bezug zu Intels Taktrate bei den Pentium-4-Prozessoren gesetzt, was sicherlich auch von AMD so gewünscht ist. Da AMD bei der Taktung der Athlon XPs an Grenzen stieß, wurde das QuantiSpeed-Rating nach oben hin immer mehr gedehnt. Während ein Athlon XP-1500+ mit 1333 MHz wohl ziemlich genau einem Athlon Thunderbird mit 1500 MHz bzw. einem Pentium 4 1500 entsprach bzw. schneller als diese war, war ein Athlon XP-3200+ mit 2200 MHz bei weitem nicht so schnell wie ein Pentium 4 3200, und auch ein hypothetischer Athlon Thunderbird 3200 wäre wohl weitaus schneller gewesen.
Dieser Effekt wurde letztlich auch durch die Entscheidung AMDs verursacht, sowohl die Größe des L2-Cache als auch den Front Side Bus mit in das Rating aufzunehmen. Beide Faktoren haben zwar einen Einfluss auf die Leistungsfähigkeit der CPU, wirken sich aber nicht generell aus, sondern sind auf bestimmte Anwendungsarten beschränkt. So gibt es viele Athlon XPs mit weit unterschiedlichem Quantispeed-Rating, aber in etwa gleicher Taktfrequenz, welche sich nur beim L2-Cache und FSB unterscheiden.

### Festlegung der Nummern beim Athlon 64
Da sich die Rahmenbedingungen bei der Markteinführung des Athlon 64 nicht signifikant geändert haben, setzte AMD auch bei diesen CPUs auf ein Rating-System, welches Taktfrequenz, Größe des L2-Cache und die Anzahl der Speicherkanäle berücksichtigt. Offiziell nennt AMD diese Nummern nicht mehr Quantispeed-Rating, sondern nur noch Modell Numbers, die Methodik und die Absicht dahinter ist aber gleich geblieben.

### Festlegung der Nummern beim Sempron
Da beim AMD Duron das gleiche Problem wie zuvor beim Athlon auftrat – die Taktfrequenz zwischen AMD Duron und Intel Celeron klaffte weit auseinander, obwohl beide CPUs im Endeffekt eine vergleichbare Leistung hatten – führte AMD auf Druck großer Hersteller eine neue CPU-Familie namens AMD Sempron ein und benannte die Prozessoren ebenfalls nach dem QuantiSpeed-Rating. Dieses Rating wird in der Realität auf den direkten Sempron-Konkurrenten Celeron bezogen, und nicht auf den schnelleren Pentium 4.